# Ilia Malinin
Ilia Malinin (Fairfax, 2 dicembre 2004) è un pattinatore artistico su ghiaccio statunitense.
È stato il vincitore dei campionati mondiali juniores di pattinaggio di figura del 2022 e a novembre 2022 detiene il record di maggior punteggio a livello juniores sia come programma corto che come programma libero.
Il 15 settembre 2022, in occasione del US International Figure Skating Classic di Lake Placid, è stato il primo atleta a completare con successo un quadruplo Axel in una competizione ufficiale. Si è ripetuto un mese dopo, durante la tappa 2022 di Skate America.

## Biografia
Ilià Malìnin è nato il 2 dicembre 2004 a Fairfax, in Virginia. Entrambi i genitori sono stati campioni di pattinaggio che hanno rappresentato l'Uzbekistan prima di ritirarsi dalle competizioni e trasferirsi negli Stati Uniti: sua madre, Tat'jana Malinina, è stata per 10 volte campionessa nazionale uzbeka e la vincitrice dei Campionati dei Quattro continenti di pattinaggio di figura e della Finale del Grand Prix ISU di pattinaggio di figura nel 1999, suo padre Roman Skornjakov è stato 7 volte campione nazionale uzbeko. Ha una sorella minore di nome Liza. Quando è nato, i genitori hanno scelto come cognome la forma maschile di quello materno, temendo che quello paterno fosse difficile da pronunciare negli Stati Uniti.

## Carriera

### Stagione 2019-2020

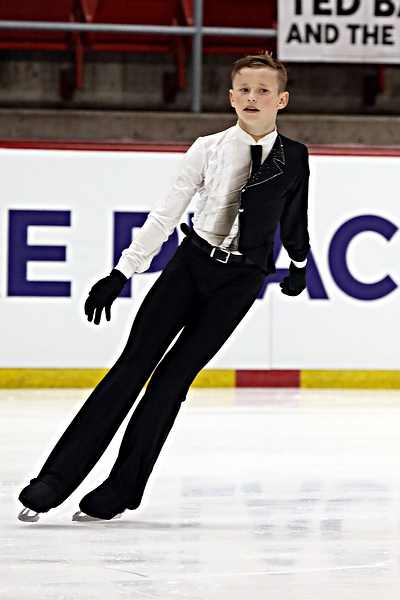
Malinin durante il JGP negli Stati Uniti nel 2019

Malinin ha iniziato a pattinare all'età di sei anni, allenato dai genitori. Ha esordito a livello internazionale nella categoria juniores nella stagione 2019-2020 al Philadelphia Summer International, dove ha vinto la medaglia d'oro. In seguito ha gareggiato nelle tappe negli Stati Uniti e in Italia del Grand Prix ISU juniores, classificandosi rispettivamente al quarto e al settimo posto. Ai campionati mondiali juniores ha terminato la gare al 16º posto.

### Stagione 2020-2021
La stagione 2020-2021 di pattinaggio di figura è stata fortemente ridimensionata a causa della pandemia di COVID-19, e in particolare le gare del Grand Prix juniores sono state cancellate. Skate America si è svolto come una competizione nazionale, a cui hanno potuto partecipare solo atleti statunitensi o stranieri che si allenavano negli Stati Uniti e anche atleti di livello juniores. Malinin si è classificato al quinto posto generale, completando un quadruplo Toe-loop e un quadruplo Salchow.

### Stagione 2021-2022
Nella stagione 2021-2022 ha partecipato alle tappe Grand Prix ISU juniores in Francia e in Austria, vincendo la medaglia d'oro in entrambe. Tale risultato gli avrebbe permesso di qualificarsi per la finale in Giappone, che è stata però cancellata a causa del coronavirus.
Ai campionati nazionali statunitensi a gennaio 2022 ha vinto la medaglia d'argento alle spalle di Nathan Chen, completando quattro salti quadrupli nel libero, ma il risultato non è stato sufficiente a garantirli un posto nella squadra olimpica statunitense in partenza per Pechino.
A causa del coronavirus i Campionati mondiali juniores del 2022 non si sono tenuti a inizio marzo a Sofia in Bulgaria come da programma, ma a Tallinn in Estonia alla metà di aprile. Ciò ha permesso a Malinin di partecipare prima ai Campionati mondiali senior, dove ha terminato la gara al nono posto, e poi ai Campionati mondiali juniores.
In tale competizione ha vinto sia il corto che il libero, stabilendo il nuovo record mondiale di punteggio a livello juniores in entrambi i segmenti di gara e aggiudicandosi la medaglia d'oro con quasi 42 punti di vantaggio sul secondo classificato, il kazako Mikhail Shaidorov.

### Stagione 2022-2023
Malinin ha iniziato la stagione 2022-2023 partecipando all'U.S. International Figure Skating Classic kLake Placid, 12-15 settembre 2022). Dopo essersi piazzato al sesto posto nel programma corto, ha eseguito un programma libero con cinque salti quadrupli, tra cui un quadruplo Axel, mai completato da nessun altro atleta in una competizione ufficiale. Il risultato del libero gli ha permesso di concludere la gara al primo posto.
Durante la tappa di Skate America del Grand Prix ha eseguito correttamente quattro quadrupli, tra cui nuovamente un quadruplo Axel, grazie ai quali e alle trottole di livello 4 è riuscito a conquistare il primo posto nella competizione. Ha quindi vinto la tappa finlandese del Grand Prix, qualificandosi per la finale a Torino.
Alle finali, ha terminato il programma corto in quinta posizione a causa di alcuni errori nei salti, ma l'ottimo programma libero, durante il quale è riuscito a completare cinque salti quadrupli tra cui il quadruplo Axel, gli ha permesso di risalire al terzo posto e conquistare la medaglia di bronzo.

### Stagione 2023-2024
Durante il Grand Prix ha vinto la tappa di Skate America e si è classificato secondo dietro al francese Adam Siao Him Fa al Trophée Eric Bompard, qualificandosi così per la finale, dove ha vinto la medaglia d'oro davanti a Shōma Uno e Yūma Kagiyama. 
Ai campionati mondiali che hanno avoto luogo a Montreal a marzo 2024 Malinin ha conquistato la medaglia d'oro grazie ad un eccezionale programma libero, dove ha completato con successo sei salti quadrupli, compreso il quadruplo Axel, totalizzando 227.79 punti, nuovo record mondiale per il programma libero.

## Record
Ai Campionati mondiali juniores 2022, tenutisi a Tallinn tra il 14 e il 16 aprile 2022, ha stabilito i nuovi record mondiali di punteggio per la categoria juniores, con 88.99 punti nel programma corto, 187.12 punti nel programma libero e 276.11 punti complessivi.
È il primo atleta di sempre ad aver atterrato con successo un quadruplo Axel in una competizione ufficiale, riuscendovi durante l'U.S. International Figure Skating Classic del 15 settembre 2022.
Il 24 marzo 2024 ai campionati mondiali di Montreal ha totalizzato 276.11 punti nel programma libero, stabilendo il nuovo record mondiale per tale segmento di gara.

## Risultati
GP: Grand Prix; CS: Challenger Series; JGP: Junior Grand Prix
 R: ritirato; S: risultato della squadra; P: risultato personale 
| Gare internazionali               | Gare internazionali | Gare internazionali | Gare internazionali | Gare internazionali | Gare internazionali | Gare internazionali |
| Evento                            | 2019-20             | 2020–21             | 2021–22             | 2022–23             | 2023-24             | 2024-25             |
| --------------------------------- | ------------------- | ------------------- | ------------------- | ------------------- | ------------------- | ------------------- |
| Campionati mondiali               |                     |                     | 9°                  | 3°                  | 1°                  | 1°                  |
| GP Finale                         |                     |                     |                     | 3°                  | 1°                  | 1°                  |
| GP della Finlandia                |                     |                     |                     | 1°                  |                     |                     |
| GP Trophée Eric Bompard           |                     |                     |                     |                     | 2°                  |                     |
| GP Skate America                  |                     | 5°                  | 1°                  | 1°                  | 1°                  | 1°                  |
| GP Skate canada                   |                     |                     |                     |                     |                     | 1°                  |
| CS Autumn Classic International   |                     |                     |                     |                     | 1°                  |                     |
| CS Cup of Austria                 |                     |                     | 3°                  |                     |                     |                     |
| CS Lombardia Trophy               |                     |                     |                     |                     |                     | 1°                  |
| CS US Classic                     |                     |                     |                     | 1°                  |                     |                     |
| Challenge Cup                     |                     |                     | 1°                  |                     |                     |                     |
| Gare internazionali juniores      |                     |                     |                     |                     |                     |                     |
| Campionati mondiali juniores      | 16°                 |                     | 1°                  |                     |                     |                     |
| JGP Austria                       |                     |                     | 1°                  |                     |                     |                     |
| JGP Francia                       |                     |                     | 1°                  |                     |                     |                     |
| JGP Italia                        | 7°                  |                     |                     |                     |                     |                     |
| JGP Stati Uniti                   | 4°                  |                     |                     |                     |                     |                     |
| Philadelphia Summer International | 1°                  |                     |                     |                     |                     |                     |
| Nazionali                         |                     |                     |                     |                     |                     |                     |
| Campionati nazionali statunitensi |                     |                     | 2°                  | 1°                  | 1°                  | 1°                  |
| Eventi a squadre                  |                     |                     |                     |                     |                     |                     |
| World Team Trophy                 |                     |                     |                     | 1° S 2° P           |                     | 1° S 1° P           |
| Japan Open                        |                     |                     |                     | 2° S 2° P           | 2° S 1° P           |                     |